# أوسايل روميرو
وليام أوسايل روميرو كاستيلو (بالإسبانية: Osael Romero) (مواليد 18 أبريل 1986 في أوسوتولان) لاعب كرة قدم سلفادوري دولي يجيد اللعب في خط الوسط . يلعب حاليا لصالح نادي تشيفاس الأمريكي منذ 2010 .

## روابط خارجية
- أوسايل روميرو على موقع الاتحاد الدولي (مؤرشف)  (الإنجليزية)
- أوسايل روميرو على موقع الدوري الأمريكي (الإنجليزية)
- أوسايل روميرو على موقع قاعدة بيانات كرة القدم.إي يو (الإنجليزية)
- أوسايل روميرو على موقع ناشيونال فوتبول تيمز (الإنجليزية)